# Степовое (Гуляйпольский район)
Степовое (укр. Степове) — село,
Новозлатопольский сельский совет,
Гуляйпольский район,
Запорожская область,
Украина.
Код КОАТУУ — 2321884504. Население по переписи 2001 года составляло 40 человек.

## Географическое положение
Село Степовое находится на левом берегу реки Солёная,
выше по течению примыкает село Новоукраинское,
ниже по течению на расстоянии в 2,5 км расположено село Ольговское.
Река в этом месте пересыхает.